# Табан Денг Гай
Табан Денг Гай (англ. Taban Deng Gai; род. 1959) — южносуданский государственный и политический деятель. С февраля 2020 года является одним из вице-президентов Южного Судана в правительстве национального единства. Занимал должность первого вице-президента Южного Судана с 23 июля 2016 по февраль 2020 года. Работал министром горнодобывающей промышленности, прежде чем был назначен исполняющим обязанности первого вице-президента.

## Биография
Родился примерно в 1959 году в деревне Кериал на территории современной провинции Вахда. Этнический нуэр. Идентифицирует себя как член подгруппы джикани-нуэров, хотя его родная деревня была поселением лик-нуэров. По словам журналиста Фреда Олуоха, Табан Денг Гай также частично арабского происхождения.
Тесно связан с семьей Риека Мачара, будучи его зятем, а также двоюродным братом жены Мачара Анджелины Тени. Во время Второй гражданской войны в Судане работал администратором лагеря беженцев в Итанге, главой отделения помощи Народной армии освобождения Судана (НАОС) в Насире и квартирмейстером Риека Мачара. Когда сторонники Риека Мачара отделились от НОАС и сформировали НОАС-Насир, Табан Денг Гай выступал в качестве главного посредника между ним и суданским правительством. НОАС-Насир пришёл к предварительному соглашению с суданским правительством, и его политическое крыло приняло участие в политике Южного Судана. Впоследствии был избран губернатором провинции Вахда, что привело к напряженности между Риеком Мачаром и другим лидером местного проправительственного ополчения, Паулино Матипом Ниалом, которая сопровождалась столкновениями с 1998 по 1999 год. Был губернатором штата Вахда с 1997 по 1999 год и заместителем министра дорог и мостов с 1999 по 2000 год.
С 30 сентября 2005 года вновь занимал должность губернатора провинции Вахда. На выборах в апреле 2010 года Табан Денг Гай одержал победу, набрав 137 662 голоса, опередив свою кузину и занявшую второе место Анджелину Тени, набравшую 63 561 голос. Результаты вызвали серьезные споры: Анджелина Тени обвинила его в том, что он использовала боевиков для запугивания своих сторонников. Выборы способствовали отдалению Табана Денга Гая от Анджелины Тени и, как следствие, от Риека Мачара. Когда разразилась гражданская война в Южном Судане, сначала присоединился к повстанцам Народной армии освобождения Судана в оппозиции Риека Мачара и стал его заместителем. Затем стал главным переговорщиком повстанцев с правительством Южного Судана при президенте Сальваторе Киире. В августе 2015 года Народная армия освобождения Судана в оппозиции и правительство договорились о сделке по разделению власти, которая оставила Табана Денга Гая глубоко недовольным, поскольку он был назначен министром горнодобывающей промышленности вместо министра нефти. Затем он начал тайно вступать в сговор с силами Сальваторе Киира. Хотя военная разведка Народной армии освобождения Судана в оппозиции обнаружила его подрывную деятельность, руководство повстанцев отказалось верить этой информации. В апреле 2016 года ушёл с поста главного переговорщика повстанцев, заявив, что должен полностью посвятить себя своей новой должности министра горнодобывающей промышленности. Вместо этого полностью перешел на сторону правительства после битвы за Джубу в июле 2016 года и официально сменил Риека Мачара на должности первого вице-президента. Значительное количество повстанцев последовало за ним и стало известно как фракция Джубы Народной армии освобождения Судана в оппозиции. Впоследствии они начали сражаться вместе с правительственными войсками против сторонников Риека Мачара, в результате чего стал считаться «предателем» другими повстанцами.
В рамках подписания общих соглашений о прекращении гражданской войны в 2020 году было создано несколько новых должностей в кабинете министров. Табан Денг Гай был назначен третьим вице-президентом Южного Судана. На этой должности в основном занимается инфраструктурными проектами. К 2022 году руководил строительством новой автомагистрали, соединяющей Южный Судан и Эфиопию.

## Санкции
В январе 2020 года министерство финансов США наложило на него санкции «за причастность к серьёзным нарушениям прав человека, включая исчезновения и гибель мирных жителей». Однако, Табан Денг Гай опроверг обвинения в причастности к каким-либо нарушениям прав человека в Южном Судане, назвав себя «человеком мира».